# Asesinato sectario en el McDonald’s de Zhaoyuan
El asesinato sectario en el McDonald’s de Zhaoyuan refiere al homicidio de Wu Shuoyan, una vendedora de 37 años, que sucedió el 28 de mayo de 2014 en un restaurante de la cadena McDonald's en la ciudad de Zhaoyuan, en la provincia china de Shandong. El asesinato fue cometido por miembros de un nuevo movimiento religioso llamado "Iglesia de Dios Todopoderoso". Testigos concuerdan en la dinámica del evento y en el nombre de los perpetradores (dos de ellos fueron sentenciados a muerte), pero divergen en cuanto al grupo religioso al que pertenecían. El crimen generó muchas emociones en China, donde la prensa y los medios debatieron sobre la maldad de las “sectas” y sobre la ruptura del tejido social evidenciada por el hecho de que los otros clientes del McDonald’s, cuyo número habría sido suficiente para superar a los asesinos, no intervinieron para salvar a la víctima.

## El crimen
El 28 de mayo de 2014 seis personas, incluido un adolescente, entraron a un restaurante de la cadena McDonald's en Zhaoyuan, Shandong, China diciendo ser “misioneros”. Después de presentar su mensaje religioso, les pidieron a los clientes del restaurante sus números telefónicos para contactarlos más adelante. Una de los clientes, llamada Wu Shuoyan (1977-2014) y que trabajaba como vendedora en una tienda de ropa cercana, se rehusó a darles su número. Fue entonces cuando dos de los “misioneros” le pegaron hasta matarla con un el mango de un trapeador, mientras que los otros le advirtieron a los demás clientes de no intervenir. Las cámaras de vigilancia grabaron toda la horrífica escena. La policía llegó al restaurante, sometió a los asesinos y los tomaron en custodia. Uno de ellos, un adolescente llamado Zhang Duo (n. 2001), era muy joven para ser sometido a juicio, pero los otros cinco perpetradores fueron sentenciados a juicio y aparecieron frente a la Corte Intermedia del Pueblo de Yantai, en la provincia de Shandong. Dos de ellos, Zhang Lidong (1959-2015) y su hija Zhang Fan (1984-2015), fueron sentenciados a muerte y ejecutados el 2 de febrero de 2015. En cuanto a las otras tres acusadas, Lü Yingchun (n. 1975), fue sentenciada a cadena perpetua, Zhang Hang (n. 1996) fue sentenciada a diez años de cárcel y Zhang Qiaolian (n. 1990) a siete años.

## Los perpetradores
El grupo de perpetradores estaba constituido por la familia de Zhang Lidong, un exempresario textil que estaba desempleado al momento del asesinato, su amante Zhang Qiaolian, y tres hijos que tuvo durante su matrimonio con una mujer llamada Chen Xiujuan, llamados Zhang Fan, Zhang Hang y Zhang Duo, además de Lü Yingchun, una joven que vivía con la familia Zhang. Basados en la información que dieron durante el juicio y de entrevistas otorgadas a medios chinos desde la cárcel, la familia Zhang provenía de Shijiazhuang, en la provincia china de Hebei. En el 2000 se mudaron a Zhaoyuan para participar en las actividades evangelistas de Lü Yingchun, quien había empezado un ministerio religioso que Zhang Fan conoció por medio de internet. En el 2008, el grupo se familiarizó con un libro llamado El sonido de los siete truenos (七雷发声), escrito por una pareja de Baotou, en la Mongolia Interior, Li Youwang y Fan Bin, quienes estaban en la cárcel en ese tiempo. Zhang Fan consiguió en préstamo 50,000 RMB de su madre y los mandó a Baotou para que, cuando fueran liberados de la cárcel, los autores del libro se pudieran mudar a Zhaoyuan y vivir con la familia Zhang, quien los consideraba como los Dos Testigos mencionados en el Apocalipsis de la Biblia.
En el 2010, Lü Yingchun y Zhang Fan comenzaron a vivir juntas, y en 2011 Zhang Fan aseguró haber recibido una revelación que identificaba a Li Youwang como un “espíritu maligno”. Li y su esposa dejaron el grupo y Zhang Fan y Lü Yingchun se autoproclamaron como las “Dos Testigos.” Después, revelaron que eran mucho más que eso, que eran “Dios en substancia” y “dos cuerpos carnales compartiendo una misma alma”. También se volvió cada vez más importante para ellas limpiar al grupo, que nunca tuvo más de treinta miembros, de gente identificada como “espíritus malignos”. De acuerdo con Zhang Fan, uno de estos “espíritus malignos” era su propia madre, Chen Xiujuan. El 20 de mayo de 2014 la madre fue finalmente expulsada de la casa familiar y las dos “Diosas” le dieron a su esposo, Zhang Lidong, permiso de vivir ahí con su amante, Zhang Qiaolian. Zhang Fan y Lü Yingchun también identificaron al perro de la familia, Luyi, como poseedor del “espíritu maligno” de Chen Xiujuan. La mascota fue asesinada por Zhang Lidong el 6 de mayo de 2014, un hecho al que el grupo consideró como significativo en su batalla contra los “espíritus malignos”.
El incidente del perro precedió inmediatamente el asesinato de Wu Shuoyan en el McDonald’s el 28 de mayo de 2014. Durante el juicio, Lü Yingchun explicó que era indispensable matar a la vendedora porque era un “espíritu maligno” particularmente peligroso: “Zhang Hang le pidió a la mujer su número telefónico, pero ella se negó a dárselo. Cuando me di cuenta de eso, descubrí que habíamos sido atacados y succionados por un 'espíritu maligno' y la maldije con palabras. Ella no solamente no escuchó, sino que su ataque se volvió más fuerte. […] Durante el ataque del 'demonio' en contra de nosotros, Zhang Fan y yo nos dimos cuenta gradualmente de que la mujer debía morir, de lo contrario devoraría a todos. […] El choque entre la mujer y nosotros fue una batalla entre dos espíritus. Los otros no pudieron verlo ni entenderlo. La policía tampoco pudo entenderlo”.

## Interpretación Oficial China
¿Exactamente qué movimiento religioso fue responsable del crimen? Las fuentes oficiales chinas aseguraron desde el día del asesinato que este había sido cometido por miembros de la Iglesia de Dios Todopoderoso también conocida como Relámpago Oriental, un nuevo movimiento religioso cuyo “sacerdote” es Zhao Weishan (n. 1951) y que predica que Cristo ha regresado a la Tierra como el Dios Todopoderoso. Aunque el movimiento nunca menciona su nombre y advierte de que toda información proveniente de fuentes externas puede estar equivocada, la mayoría de los académicos creen que el movimiento identifica a una mujer china nacida en 1973, llamada Yang Xiangbin, como el Dios Todopoderoso. La Iglesia del Dios Todopoderoso ha sido prohibida en China desde poco después de su fundación en 1991.
Como evidencia de que los perpetradores del asesinato en el McDonald’s eran miembros de la Iglesia de Dios Todopoderoso, las fuentes chinas mencionan que la policía encontró literatura de la Iglesia en la casa de Zhang Lidong, que en una entrevista con Zhang Fan ella mencionó un libro al que llamó El trabajo secreto de Dios (神隐秘的做功), un título similar al de El trabajo secreto hecho por Dios (神隐秘的作工), que es un texto publicado por la Iglesia de Dios Todopoderoso, y que cuando a Zhang Lidong se le preguntó en su primera entrevista después del asesinato en qué religión creía, él contestó: en “Dios Todopoderoso” (全能神).
La mayoría de la prensa internacional captó la historia de los medios chinos y repitió que la Iglesia de Dios Todopoderoso fue responsable del crimen. El Gobierno Chino usó el asesinato en el McDonald’s como un argumento para justificar una mayor represión con miles de arrestos contra la Iglesia de Dios Todopoderoso.

## Posición de la Iglesia de Dios Todopoderoso (Relámpago Oriental)
La Iglesia de Dios Todopoderoso condenó el asesinato, pero mantuvo que había sido cometido por “psicópatas” que no tenían nada que ver con la iglesia. También sugirió que para el Partido Comunista de China, que llevaba persiguiendo severamente a la Iglesia de Dios Todopoderoso antes del caso en Zhaoyuan, no sería difícil manipular a un grupo de psicópatas para cometer un crimen y después explotarlo para desacreditar a la Iglesia y justificar la persecución.

## Reportes académicos de los incidentes

### Emily Dunn
La académica australiana Emily Dunn publicó en 2015 el primer reporte académico por extenso de la Iglesia de Dios Todopoderoso. En su libro, Dunn también discute el asesinato del McDonald’s. Su conclusión fue que: “medios de comunicación internacionales repitieron la valoración China que considera a la Iglesia de Dios Todopoderoso como un grupo bizarro y violento [y por ende responsable del crimen]. Lo que pasaron por alto fueron los argumentos que Lü Yingchun y Zhang Fan dieron a la corte sobre que a pesar de haber comenzado como miembros del Relámpago Oriental (en 1998 y 2007, respectivamente), ya lo habían superado”. En reportes subsecuentes, Dunn mantuvo que el grupo responsable por la muerte fue una “rama” o cisma de la Iglesia de Dios Todopoderoso, en el sentido de que sus miembros alguna vez pertenecieron a la iglesia pero que ya tenían varios años de haberla dejado al momento del crimen y habían formado un movimiento independiente.

### David Bromley y Massimo Introvigne
El sociólogo estadounidense David G. Bromley y el sociólogo italiano Massimo Introvigne, ambos especialistas en nuevos movimientos religiosos, han estudiado y discutido el asesinato en el McDonald’s en artículos publicados en 2017. Introvigne estuvo entre los académicos occidentales invitados a Henan por la Asociación Anti-Sectas China en junio de 2017 para un seminario sobre sectas peligrosas y la Iglesia de Dios Todopoderoso. Ellos citan la “narrativa” oficial del Gobierno chino atribuyendo el asesinato en el McDonald’s a la Iglesia de Dios Todopoderoso, pero sugieren que una “contra-narrativa” que identifica al grupo de asesinos como un “micro-movimiento” independiente es más creíble y encuentra más apoyo en los recuentos oficiales chinos del juicio.
Ellos concuerdan con Dunn en que al momento del asesinato los perpetradores no eran miembros de la Iglesia de Dios Todopoderoso, pero, distinto a Dunn, dudan de que alguna vez hayan sido parte de esa iglesia, aunque tal vez hayan leído algunos de sus libros. La conclusión de Bromley e Introvigne se basa en cuatro argumentos. El primero es que Zhang Fan aseguró en una entrevista que a cierto punto se interesó en contactar a la Iglesia de Dios Todopoderoso, pero de hecho “nunca tuvo contacto con la Iglesia de Dios Todopoderoso porque eran muy reservados y no pudieron encontrarlos”. La segunda es que durante el juicio, los acusados aseguraron explícitamente que, a pesar de que ambos usan el nombre “Dios Todopoderoso”, su grupo y el de la Iglesia de Dios Todopoderoso dirigido por Zhao Weishan son dos organizaciones diferentes. Lü Yingchun declaró, “el estado ha categorizado la falsa 'Iglesia de Dios Todopoderoso' de Zhao Weishan como un xie jiao [secta maligna], y nosotros los categorizamos como 'espíritus malignos'. Solo Zhang Fan y yo […] podemos representar la verdadera '“Iglesia de Dios Todopoderoso'. Zhang Fan y yo somos las únicas portavoces del verdadero 'Dios Todopoderoso'. El gobierno ha perseguido al 'Dios Todopoderoso' en el que Zhao Weishan cree, no al '“Dios Todopoderoso' que nosotras mencionamos. Ellos son el 'Dios Todopoderoso' falso mientras que nosotros somos el 'Dios Todopoderoso' real”. La tercera es que la noción del “espíritu maligno” (邪灵) en el grupo responsable del asesinato no corresponde a la teología de la Iglesia de Dios Todopoderoso, que requiere extensas pruebas para identificar la presencia de un “espíritu maligno”, mientras que la víctima, Wu Shuoyan, fue declarada un “espíritu maligno” en pocos minutos, basándose solo en haberse negado a dar su número telefónico. La cuarta es que ambos grupos creían que el “Dios Todopoderoso” se encarnó en nuestro tiempo y camina hoy en la Tierra, y de hecho ambos mantienen esto como una creencia crucial. Sin embargo, la identidad del Dios Todopoderoso era diferente. Para la Iglesia de Dios Todopoderoso, no puede haber otro Dios Todopoderoso más que la persona que identific como cual. Para los asesinos del McDonald’s, el Dios Todopoderoso era una deidad dual que consistía de Zhang Fan y Lü Yingchun, “dos cuerpos carnales compartiendo la misma alma”.